# Vello Järvesalu
Vello Järvesalu (ur. 2 marca 1953 w prowincji Parnawa, zm. 24 lipca 2019) – estoński technik, przedsiębiorca i polityk.

## Życiorys
W 1971 roku ukończył Technikum Konstrukcyjno-Mechaniczne w Tallinie z tytułem inżyniera mechanika, a w 1989 – Estońską Akademię Rolniczą.
W latach 1988–1995 zajmował stanowisko dyrektora drukarni miejskiej w Pärnu.
W 1995 roku został wybrany burmistrzem Pärnu i był wielokrotnie wybierany jako zastępca rady miejskiej Pärnu.
Od 2001 do 2010 – dyrektor kompleksu medyczno-zdrowotnego SPA "Estonia".
W latach 2006–2011 był Konsulem Honorowym Ukrainy w Estonii.
Zmarł 24 lipca 2019 roku z powodu długiej choroby.

## Odznaczenia
- Komandor Królewskiego Norweskiego Orderu Zasługi (1999)[1]